# Madromys blanfordi
Genre
Espèce
Statut de conservation UICN

 LC  : Préoccupation mineure
Madromys blanfordi est une espèce de rongeur de la famille des Muridés vivant en Asie du Sud. Elle est l'unique espèce du genre Madromys.

## Répartition et habitat
Cette espèce est présente en Inde, au Sri Lanka et au Bangladesh. Elle vit dans la forêt tropicale sèche décidue, la forêt tropicale humide décidue et sempervirente.

## Systématique
Le nom valide complet (avec auteur) de ce taxon est Madromys blanfordi (Thomas, 1881).
L'espèce a été initialement classée dans le genre Mus sous le protonyme Mus blanfordi Thomas, 1881.
Madromys blanfordi a pour synonymes :
- Cremnomys blanfordi (Thomas, 1881)

- Mus blanfordi Thomas, 1881

- Rattus blanfordi (Thomas, 1881)